# Lomgöl (Misterhults socken, Småland)
Lomgöl är en sjö i Oskarshamns kommun i Småland och ingår i Marströmmens huvudavrinningsområde.